# Live at Fenway Park
Live at Fenway Park é o terceiro álbum ao vivo da banda de punk rock Dropkick Murphys. A gravação ocorreu durante dois shows realizados no Fenway Park, casa do time de beisebol Boston Red Sox, entre os dias 8 e 9 de setembro de 2011. Foi lançado em 8 de maio de 2012 pela
Born & Bred Records.

## Faixas
| N.º | Título                                        | Duração |  |
| 1.  | "Hang 'Em High (Live at Fenway)"              |         |  |
| 2.  | "Sunday Hardcore Matinee (Live at Fenway)"    |         |  |
| 3.  | "Deeds Not Words (Live at Fenway)"            |         |  |
| 4.  | "Going Out In Style (Live at Fenway)"         |         |  |
| 5.  | "The Irish Rover (Live at Fenway)"            |         |  |
| 6.  | "Peg O' My Heart (Live at Fenway)"            |         |  |
| 7.  | "Memorial Day (Live at Fenway)"               |         |  |
| 8.  | "Tessie (Live at Fenway)"                     |         |  |
| 9.  | "Cruel (Live at Fenway)"                      |         |  |
| 10. | "Climbing A Chair To Bed (Live at Fenway)"    |         |  |
| 11. | "Take 'Em Down (Live at Fenway)"              |         |  |
| 12. | "Echoes On 'A' Street"                        |         |  |
| 13. | "The Devil's Brigade (Live at Fenway)"        |         |  |
| 14. | "Boys On The Docks (Live at Fenway)"          |         |  |
| 15. | "The Dirty Cup (Live at Fenway)"              |         |  |
| 16. | "The State of Massachusetts (Live at Fenway)" |         |  |
| 17. | "Kiss Me, I'm Shitfaced (Live at Fenway)"     |         |  |
| 18. | "Time To Go (Live at Fenway)"                 |         |  |
| 19. | "I'm Shipping Up To Boston (Live at Fenway)"  |         |  |
| 20. | "TNT (Live at Fenway)"                        |         |  |